# Sergei Alexandrowitsch Tschernow
Sergei Alexandrowitsch Tschernow (russisch Сергей Александрович Чернов, wiss. Transliteration Sergej Aleksandrovič Černov: * 15.jul. / 28. Juli 1903greg. in Charkiw, Ukraine; † 2. Januar 1964 in Leningrad, Sowjetunion) war ein sowjetischer Herpetologe.

## Leben
Vor und nach der Revolution von 1917 arbeitete Tschernows Vater als Ingenieur im Eisenbahnbau. Über seine Mutter Julia Petrowna ist nichts bekannt. Nach der Mittelschulausbildung am II. Klassischen Gymnasium in Jekaterinoslaw und am Charkower Gymnasium für Erwachsene, die er 1921 abschloss, machte Tschernow 1926 seinen Studienabschluss an der Universität Charkiw unter der Leitung von Alexander Michailowitsch Nikolski, seiner Zeit einer der führenden sowjetischen Herpetologen. 1930 wurde Tschernow zum Kurator der herpetologischen Abteilung der Sowjetischen Akademie der Wissenschaften ernannt. Er ersetzte Sergei Fjodorowitsch Zarewski, der als Diakon in der Moisejewskaja-Kirche in Porochowyje arbeitete und 1931 wegen „kirchlicher Angelegenheiten“ verhaftet wurde. 1936 verlieh das Präsidium der Sowjetischen Akademie der Wissenschaften Tschernow den akademischen Rang eines Kandidaten der Biowissenschaften ohne Dissertation und 1940 den akademischen Titel eines leitenden Forschers.
Tschernows Forschungsschwerpunkt war die Systematik und die Verbreitung von Amphibien und Reptilien in den trockenen und halbtrockenen Regionen der südlichen Sowjetunion. Er studierte die Fauna der Turkmenischen SSR (1932), des Kaukasus (1937–1939) und Tadschikistans (1942–1944). Zwischen 1926 und 1962 veröffentlichte er zahlreiche wissenschaftliche Artikel und mehrere Bücher, darunter Monographien über die Herpetofauna von Tadschikistan (1935, 1959) und Armenien sowie kürzere Werke über Turkmenistan (1934), dem Hissartal von Tadschikistan (1945), dem Hochland von Kasachstan sowie über den Balchaschsee (beide 1947). Tschernow beschrieb die drei Schlangenarten Calamaria yunnanensis, Eirenis medus und Eryx vittatus. Er war auch für die Revision der Schlangen verantwortlich, die Nikolski und andere irrtümlich in die Gattung Contia gestellt hatten. Sein bekanntestes Buch ist Определитель пресмыкающихся и земноводных СССР (in Zusammenarbeit mit Pawel Wiktorowitsch Terentjew (1903–1970)) über die Amphibien und Reptilien der UdSSR, das dreimal (1936, 1940 und 1949) in der Sowjetunion veröffentlicht und 1965 ins Englische übersetzt wurde. Ein geplantes Werk über die Genetik der paläarktischen Schlangen konnte er nicht mehr verwirklichen.
Tschernows Student Ilja Sergejewitsch Darewski (1925–2009) löste ihn 1961 als Kurator des Herpetologie-Labors in Leningrad ab.

## Dedikationsnamen
1953 benannte Darewski die Skinkart Ablepharus chernovi zu Ehren von Tschernow.